# Xyris xiphophylla
Xyris xiphophylla är en gräsväxtart som beskrevs av Bassett Maguire och Lyman Bradford Smith. Xyris xiphophylla ingår i släktet Xyris och familjen Xyridaceae. Inga underarter finns listade i Catalogue of Life.